# Studzian
Studzian – wieś w Polsce położona w województwie podkarpackim, w powiecie przeworskim, w gminie Przeworsk.
W latach 1975–1998 miejscowość administracyjnie należała do województwa przemyskiego.
Studzian ma kształt wsi łańcuchowej tzw. łańcuchówki, co uwidacznia się podążając w stronę Dębowa. Szereg zabudowań ciągnie się po północnej stronie potoku.

## Historia
Pierwsza wzmianka historyczna o miejscowości pochodzi z 1394 roku, kiedy Jan Tarnowski wydał przywilej, na mocy którego klasztor zakonu Bożogrobców otrzymał prawo pobierania po dwie kłosy mesznego żyta i owsa. Dawniej nazwa wsi miała nieco inne brzmienie, a mianowicie: Studziona.

## Zabytki
- zespół dworski: dwór murowano-drewniany (prawdopodobnie z końca XVIII w.), remontowany w XIX i XX w.,
- zabudowania gospodarcze (koniec XIX w.),
- relikty XIX-wiecznego parku

## Urodzeni w Studzianie
- Edward Cieśla – zastępca szefa propagandy Komendy Obwodu Przeworsk AK, kurier władz wojskowych Rządu RP na uchodźstwie, skazany na śmierć przez władze stalinowskie PRL[6].
- ks. prał. Jan Czyrek – duchowny rzymskokatolicki, prałat, dziekan dekanatu buskiego.
- Roman Kałamarz – długoletni wójt gminy Jarosław.